# Мім (міфологія)
Мім, також Мі́мас, Міма́нт (грец. Μίμας, род. відм. Μιμάντος) — гігант, якого вбив Арес (варіант: Зевс). На честь Міма названий Мімас — один супутників Сатурна.

## Інші значення
- Мім — син Еола, володар Еоліди;
- Мім — один із кентаврів;
- Мім — бебрик, якого вбив Кастор під час походу аргонавтів;
- Мім — супутник Енея, син Аміка й Теано, що народився в одну ніч із Парісом.